# Schwarze-Elster-Radweg

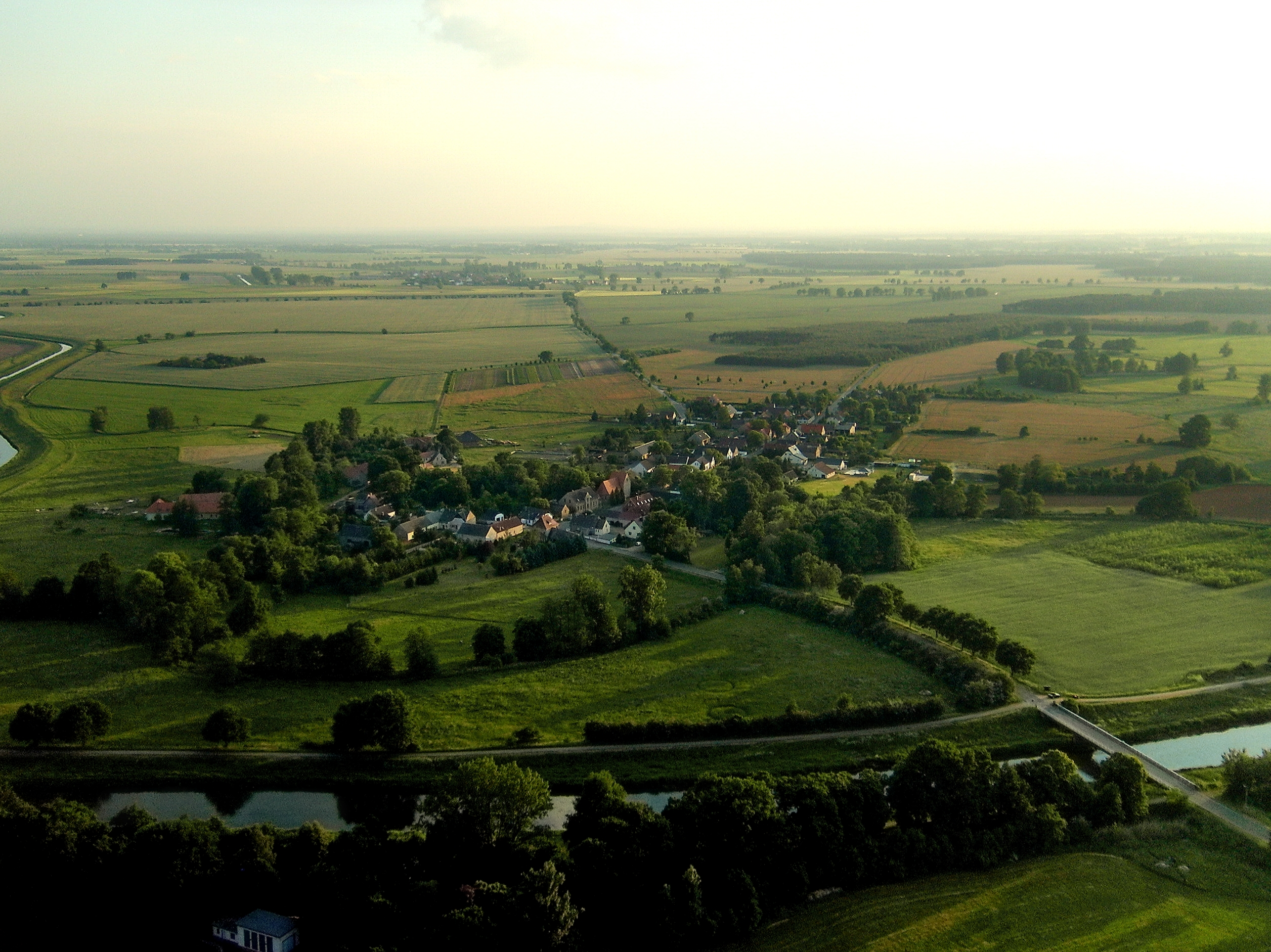
Der Schwarze Elster-Radweg bei Würdenhain

Der Schwarze-Elster-Radweg ist ein 190 Kilometer langer Radfernweg im Süden von Brandenburg und Norden von Sachsen sowie auf kurzen Teilstrecken auch im Osten Sachsen-Anhalts. Der Radweg verläuft von der Quelle der Schwarzen Elster auf 317 m ü. NHN bis zu deren Mündung in die Elbe auf 69 m ü. NHN durch die Ausläufer des Lausitzer Berglandes bei Kamenz und später größtenteils direkt auf dem Deich der Schwarzen Elster. Er ist mit der Abbildung einer Elster gekennzeichnet.

## Verlauf
Der Radfernweg tangiert unter anderem folgende Orte:
Elstra – Kamenz – Milstrich – Wittichenau – Hoyerswerda – Großkoschen – Senftenberg – Ruhland – Lauchhammer – Plessa – Kahla – Elsterwerda – Saathain – Würdenhain – Haida – Zeischa – Bad Liebenwerda – Wahrenbrück – Falkenberg/Elster – Uebigau – München – Herzberg (Elster) – Jessen (Elster) – Elster (Elbe)

## Sehenswürdigkeiten
Der Radfernweg führt vorbei an traditionellen Siedlungen und Dörfern, Schlössern und Parkanlagen der durch den Braunkohlebergbau geprägten Lausitz:
Lausitzer Bergland – Lausitzer Seenland – Senftenberger See – Gartenstadt Marga – Kunstgussmuseum Lauchhammer – Biotürme Lauchhammer – Elstermühle Plessa – Kraftwerk Plessa – Bockwindmühle und Miniaturenpark Elsterwerda – Lubwartturm Bad Liebenwerda – Kleiner Spreewald in Wahrenbrück
Am östlichen Ortseingang von Jessen kann ein Weinberg mit einer historischen Weinpresse besichtigt werden, auch in  Schweinitz ist eine historische Weinpresse aufgestellt.

## Bilder

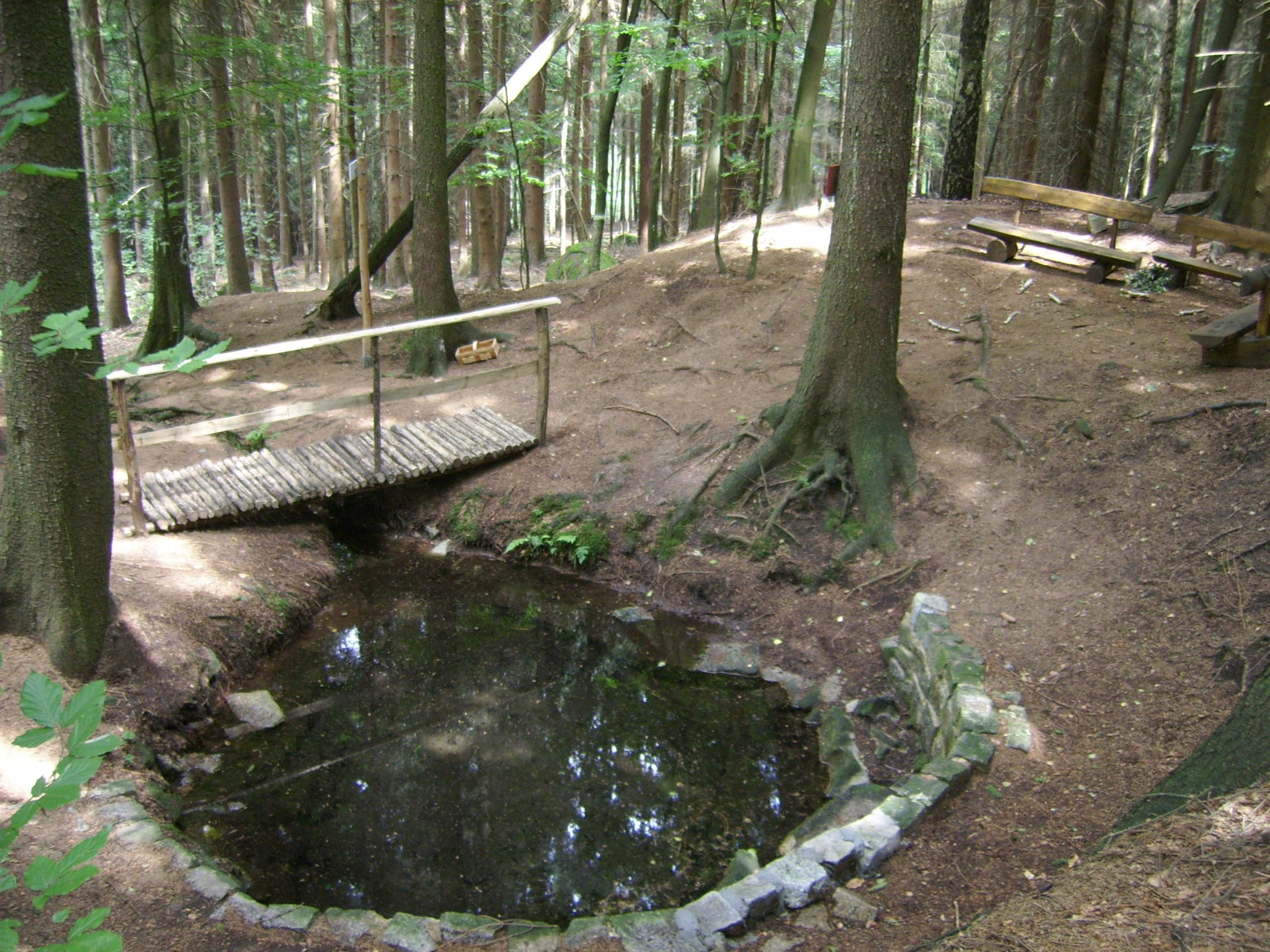
Quelle der Schwarzen Elster bei Kindisch
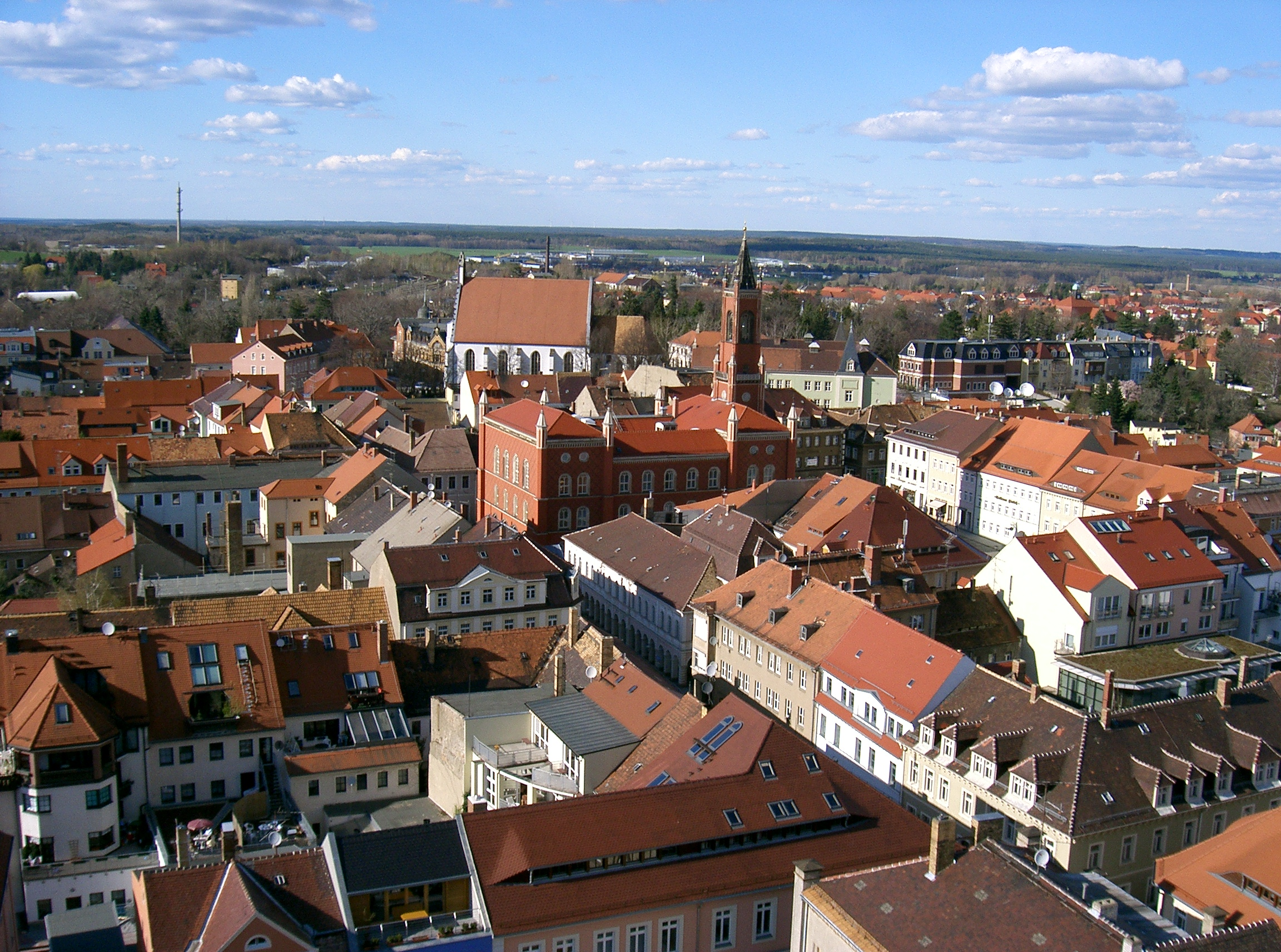
Ansicht der Innenstadt von Kamenz
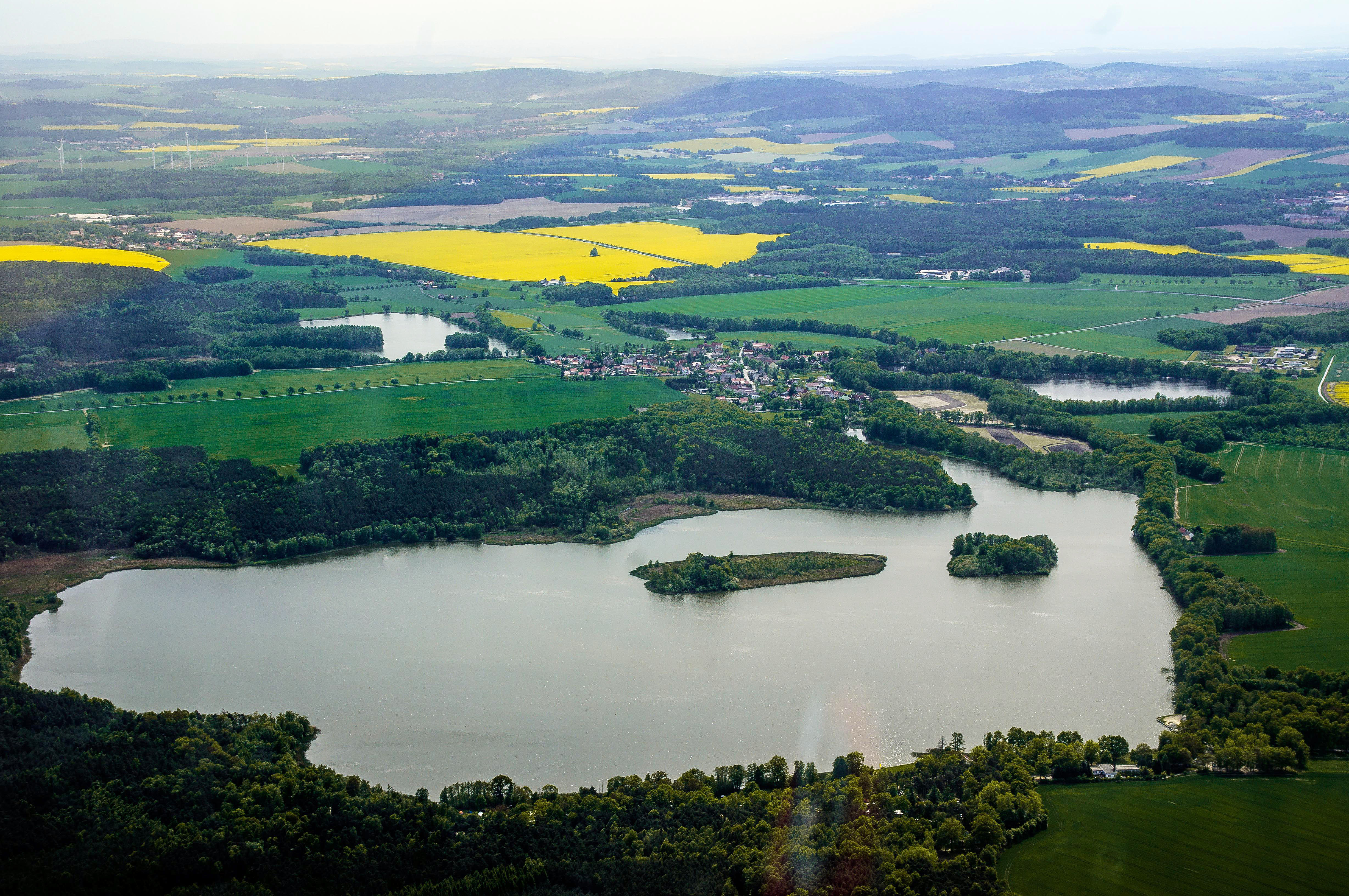
Ausblick auf den Großteich von Deutschbaselitz
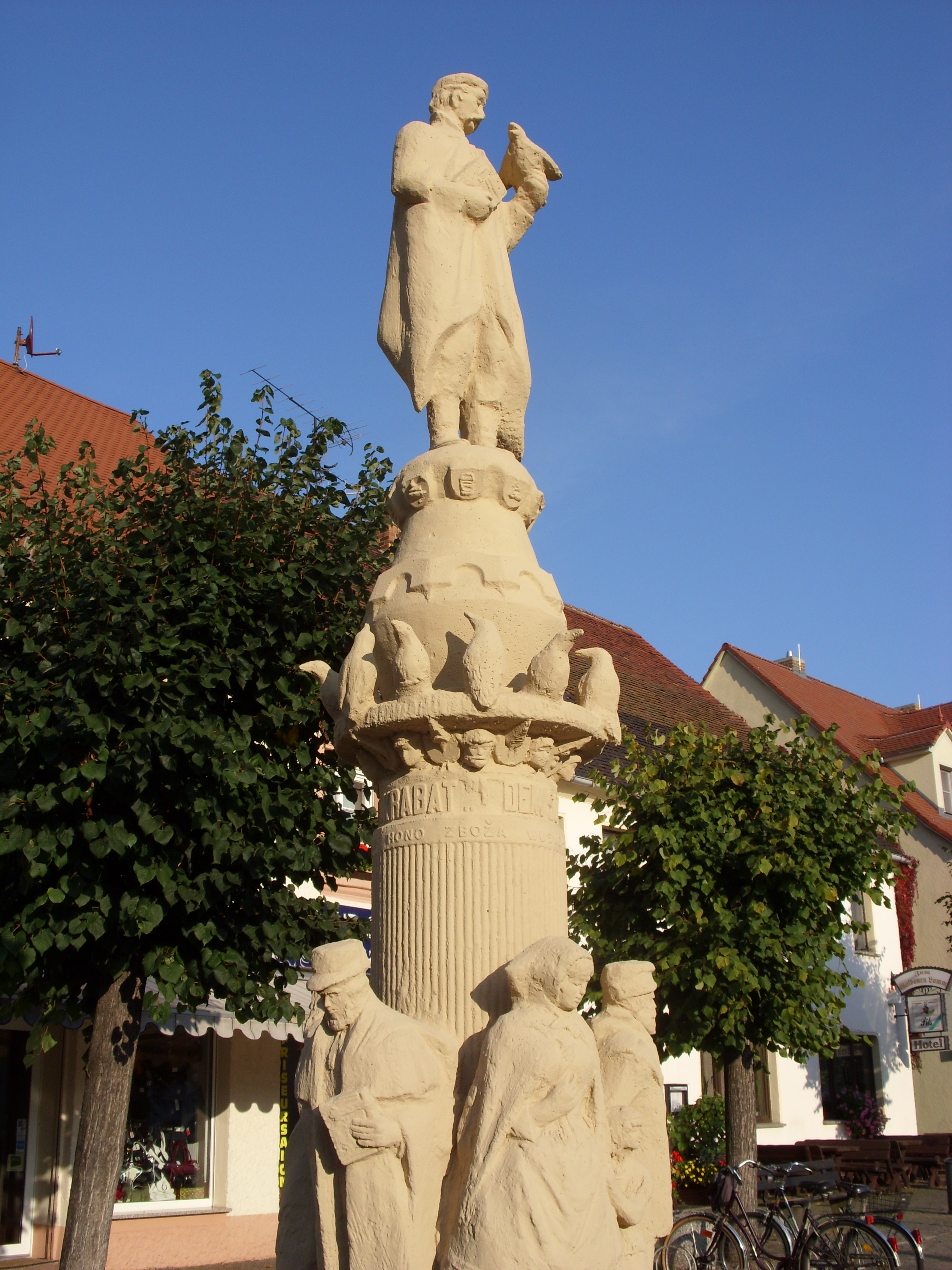
Krabat-Säule in Wittichenau
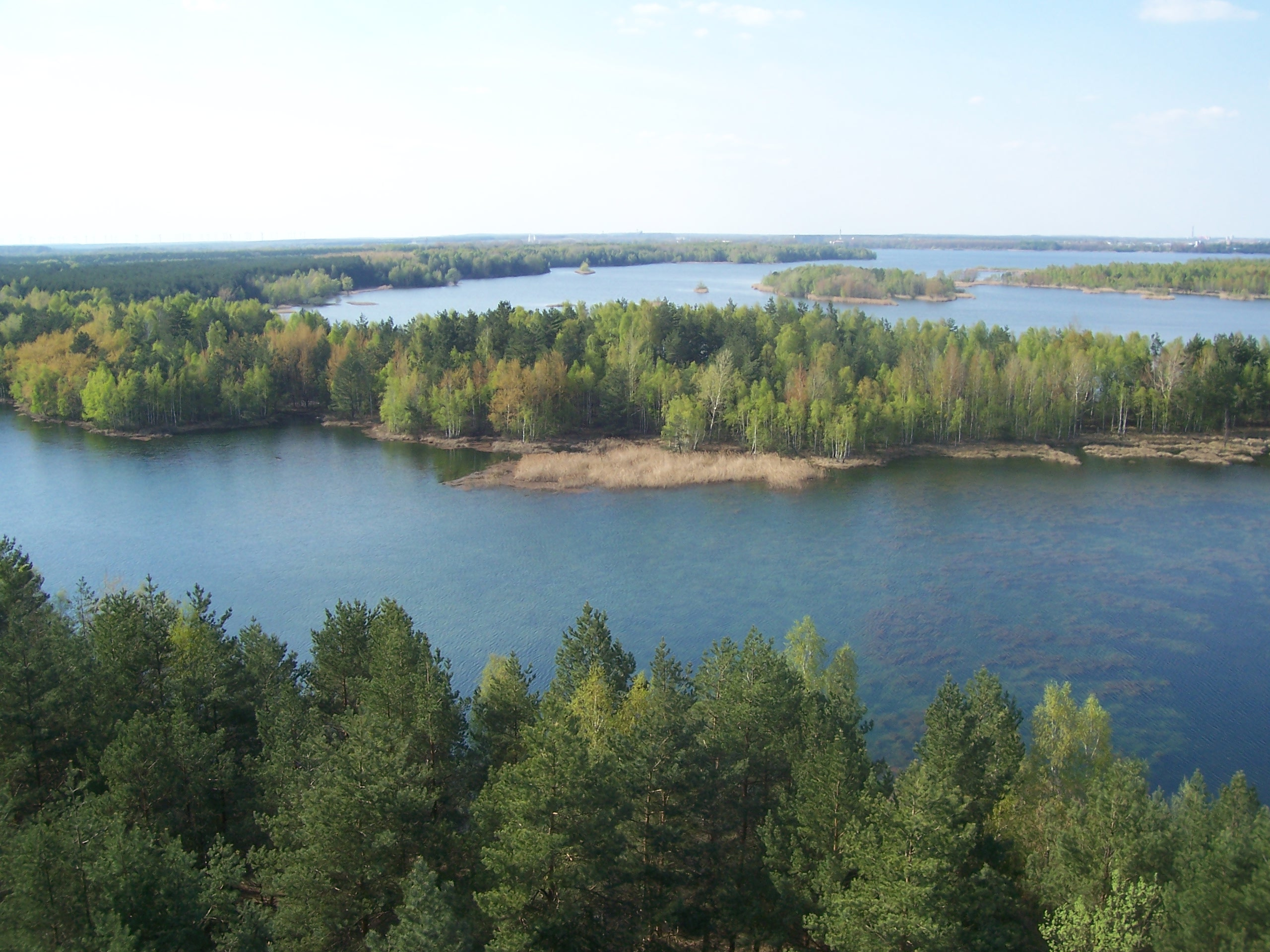
Senftenberger See
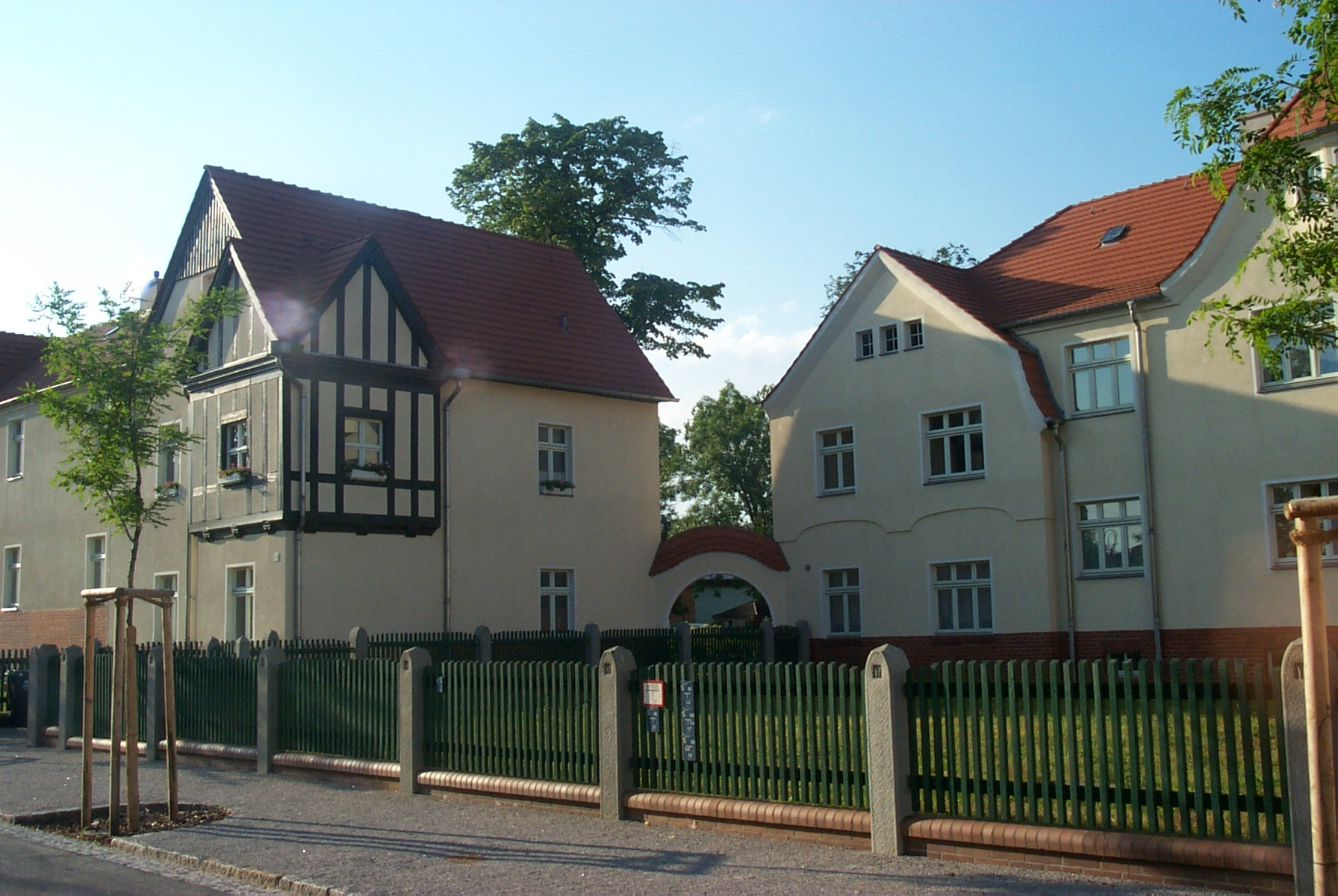
Gartenstadt Marga
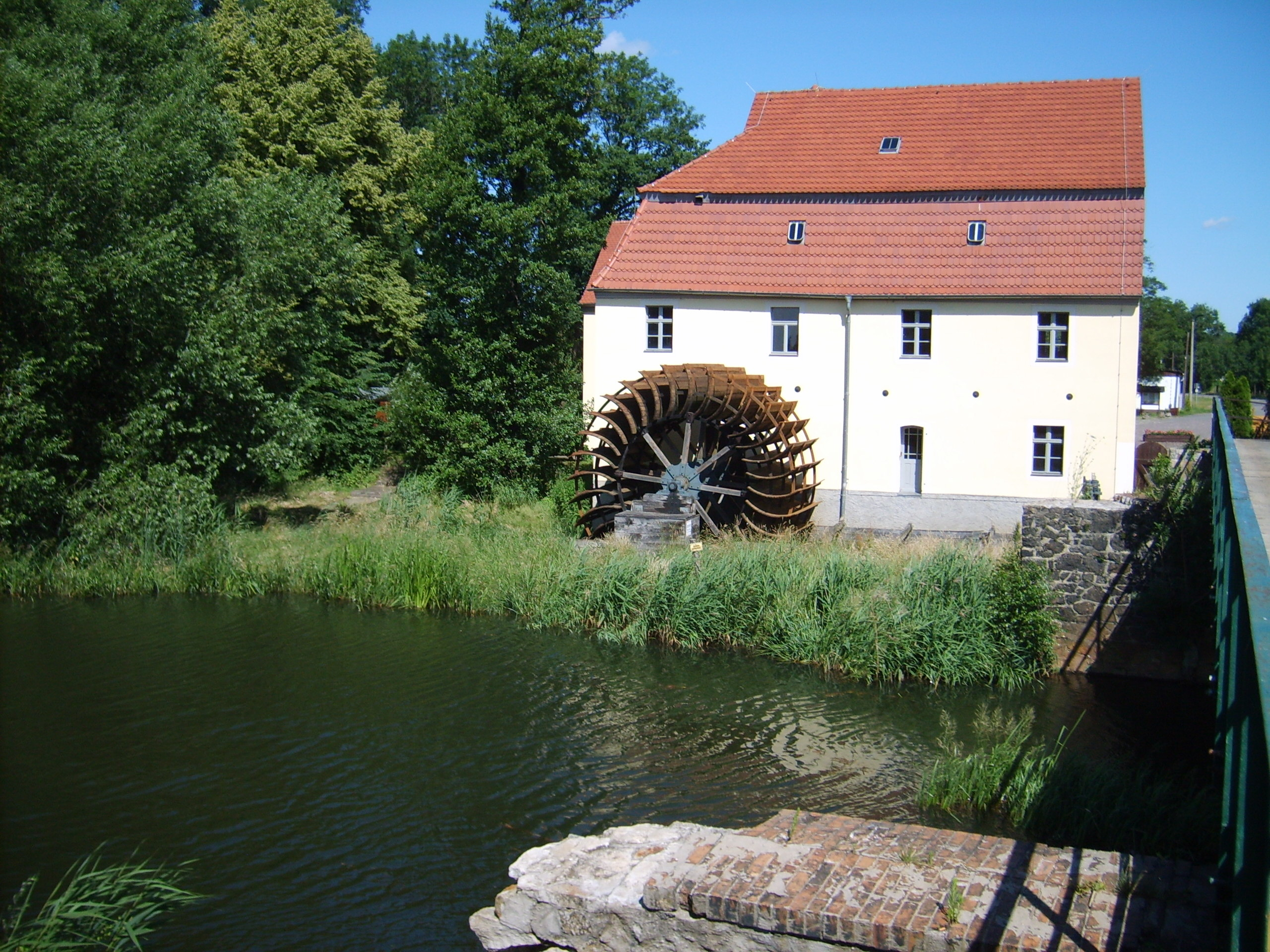
Elstermühle Plessa
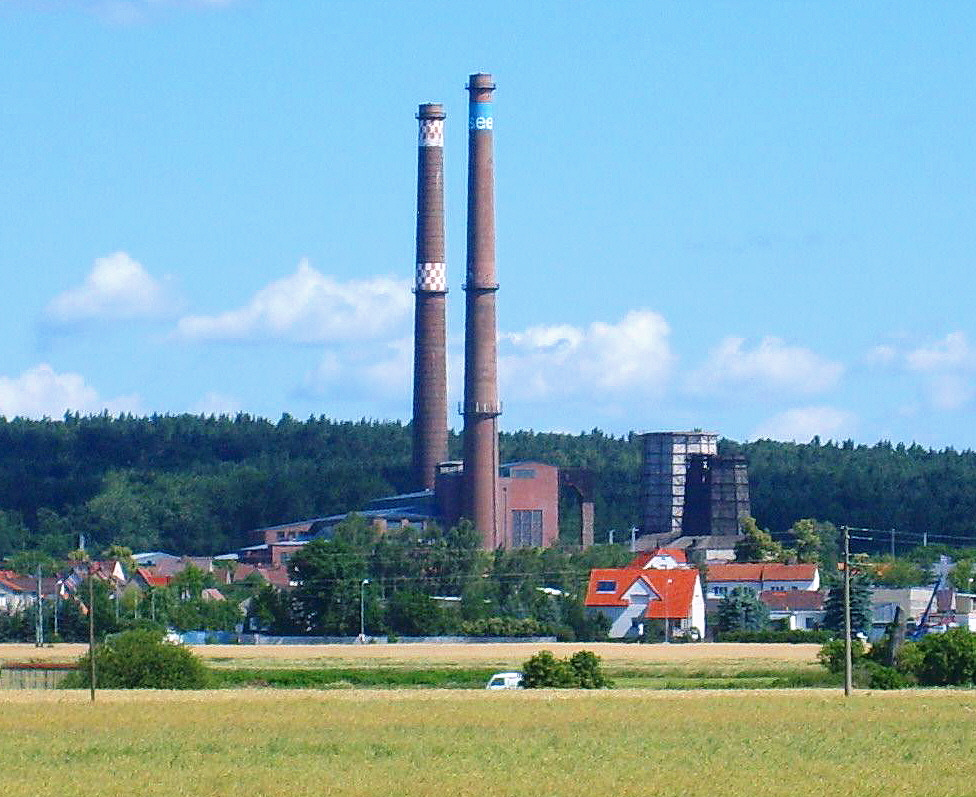
Erlebnis-Kraftwerk Plessa
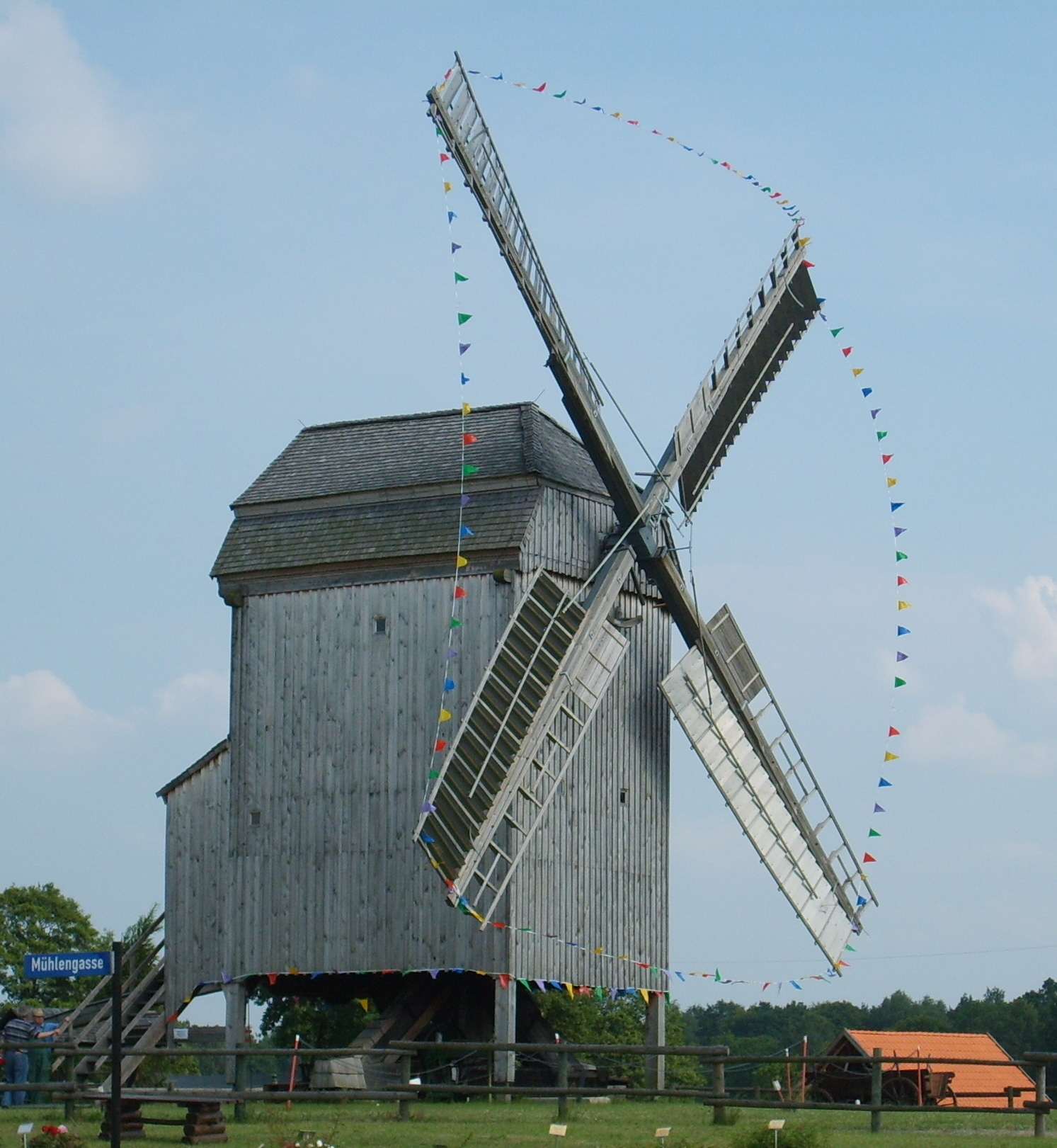
Bockwindmühle und Miniaturenpark Elsterwerda
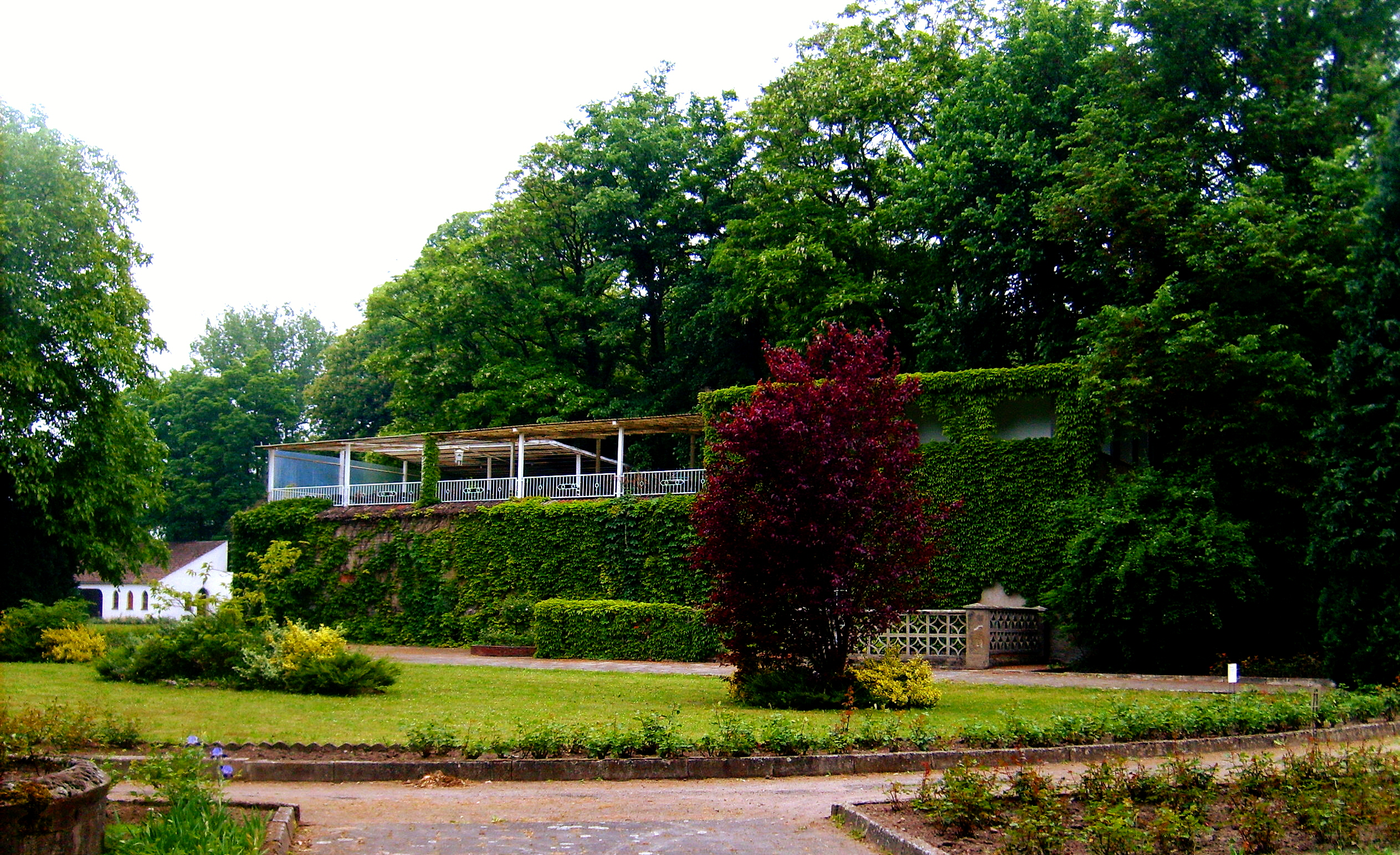
Saathainer Rosengarten
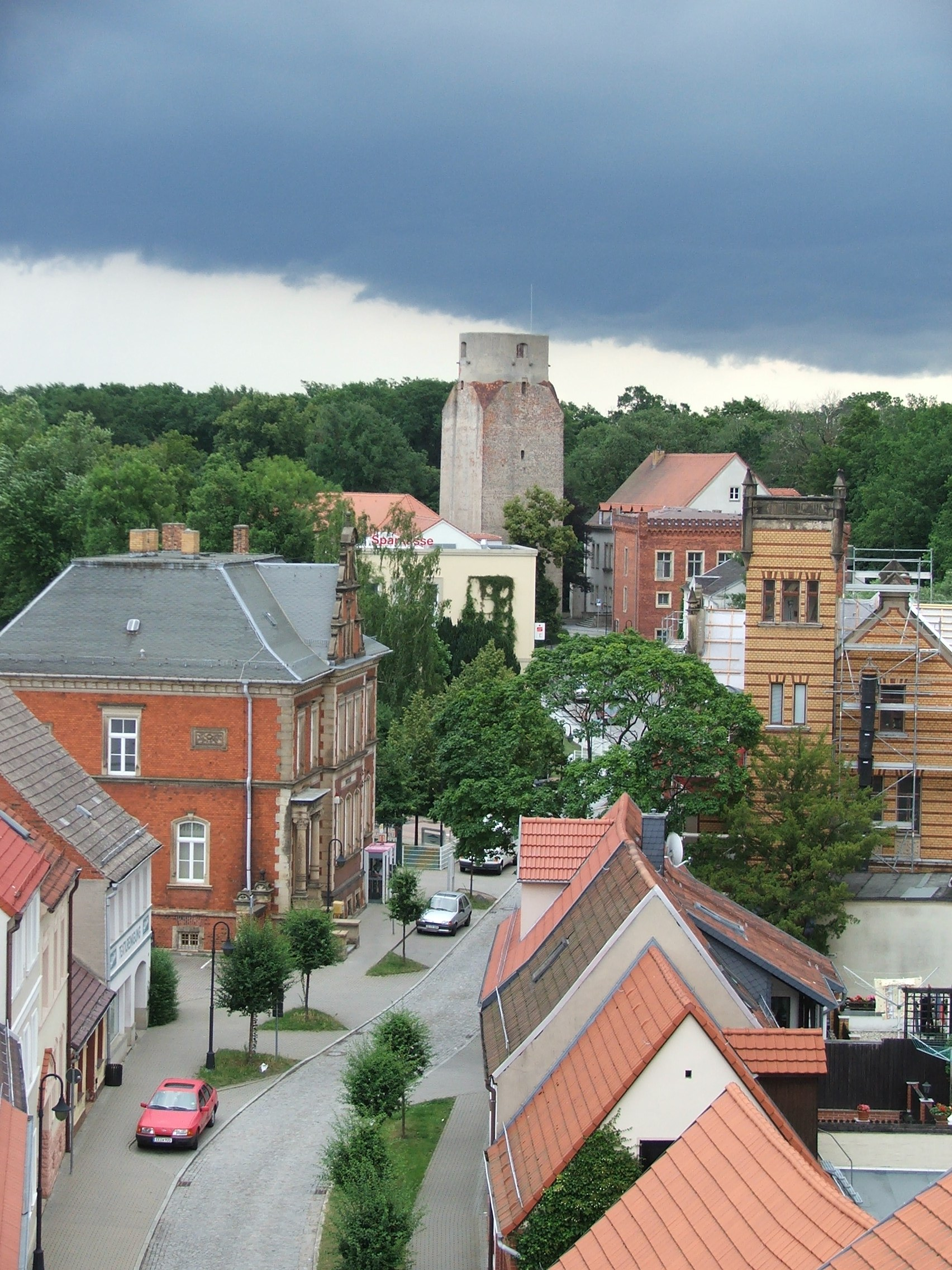
Lubwartturm Bad Liebenwerda
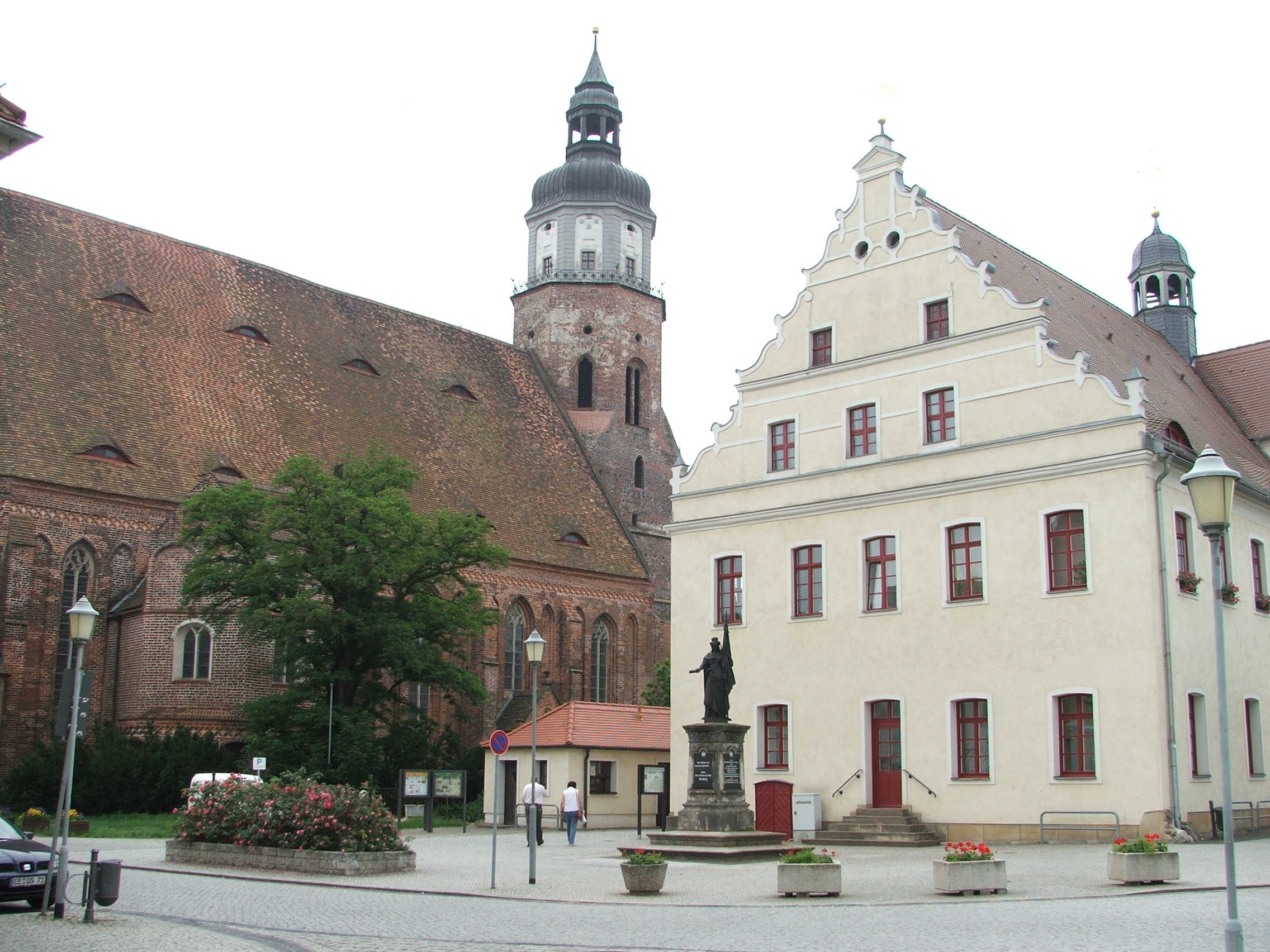
Herzberg (Elster)
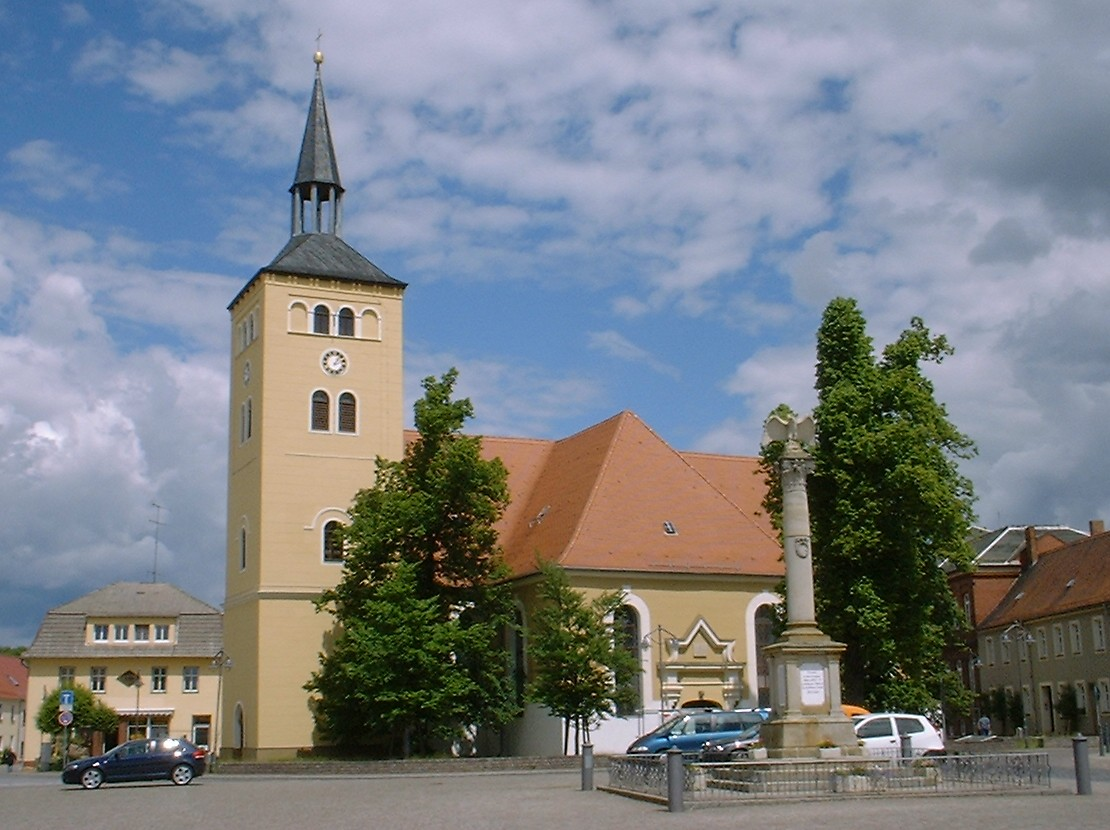
Markt und Kirche in Jessen (Elster)